# Candarave (província)
Candarave é uma província do Peru localizada na região de Tacna. Sua capital é a cidade de Candarave.

## Distritos da província
- Cairani
- Camilaca
- Candarave
- Curibaya
- Huanuara
- Quilahuani